# Хилкотой (село)
Хилкотой — село в Красночикойском районе Забайкальского края в составе сельского поселения «Жиндойское».

## География
Село находится в юго-западной части района на берегу реки Хилкотой (приток реки Чикой) на расстоянии примерно 67 километров (по прямой) на юго-запад от села Красный Чикой.

## Климат
Климат резко континентальный с длительной холодной зимой и умеренно тёплым летом, Большая часть осадков выпадает в тёплое время года. Средняя температура воздуха по многолетним данным составляет от —3,3 °С, июльская от +17,2 °С, январская от —27 °С. Зима продолжительная, морозная, малооблачная, безветренная. Устойчивый снежный покров образуется после 1 ноября, разрушается в апреле. Весна поздняя, холодная и сухая. Лето короткое. Продолжительность безморозного периода колеблется по годам и длится в среднем 57 дней. В отдельные годы 100—110 дней. Осень обычно сухая и солнечная.

## История
Основано в 1762 году крестьянами, позднее поселились семейские. Действовала часовня, церковно-приходская школа.

## Население
В селе было учтено 120 человек в 2002 году (99 % русские), 81 человек в 2010 году.